# No Game No Life
No Game No Life (ノーゲーム・ノーライフ?, Nōgēmu Nōraifu), altresì nota come NGNL o Noge Nora (ノゲノラ?), è una serie di light novel scritta e illustrata da Yū Kamiya. Dodici volumi sono stati pubblicati da Media Factory, sotto l'etichetta MF Bunko J, a partire da aprile 2012. Un adattamento manga ha iniziato la serializzazione sul Monthly Comic Alive sempre di Media Factory il 26 gennaio 2013, mentre un adattamento anime, prodotto da Madhouse, è stato trasmesso in Giappone tra il 9 aprile e il 25 giugno 2014. Un film d'animazione basato sulla serie è stato annunciato il 17 luglio 2016. La storia segue le vicende dei fratelli Sora e Shiro, due giocatori imbattibili portati in una realtà incentrata sui giochi, che per mantenere la loro reputazione dovranno ottenere il titolo di Dio.

## Ambientazione
La storia è ambientata a Disboard (盤上の世界?, Disubōdo), un mondo alternativo popolato da sedici razze intelligenti, le quali sono note collettivamente come gli Exceed (十六種族?, Ikushīdo). Il loro criterio di classificazione consta nel differente grado di affinità con la magia, che diviene sempre più labile fino al sedicesimo posto occupato dall'Imanità (人類種?, Imaniti), ossia gli unici ad esserne totalmente estranei. Dal primo al quindicesimo posto vi sono invece: gli Old Deus (神霊種?, Ōrudo Deusu), i Fantasma (幻想種?, Fantazuma), gli Elementali (精霊種?, Erementaru), i Dragonia (龍精種?, Doragonia), i Giganti (巨人種?, Giganto), i Flügel (天翼種?, Furyūgeru), gli Elfi (森精種?, Erufu), i Dwarf (地精種?, Dowāfu), i Fairy (妖精種?, Fearī), gli Ex Machina (機凱種?, Ekusumakina), i Demonia (妖魔種?, Demonia), i Dhampir (吸血種?, Danpīru), i Lumaluna (月詠種?, Rumaruna), i Teriantropi (獣人種?, Wābīsuto) e infine i Seiren (海棲種?, Sērēn), che vengono svelati man mano nel corso della storia.

## Trama
I fratelli Sora e Shiro sono inseparabili, sia nel mondo reale sia in quello videoludico. Le loro abilità individuali, combinate insieme, li rendono un team invincibile: Sora è caratterizzato da intuizioni astute e da una profonda capacità tattico-analitica, mentre Shiro possiede un'intelligenza fuori dal comune che le consente un'incredibile capacità di calcolo e previsione. Nel mondo reale i due fratelli sono un paio di hikikomori e NEET, ma in quello videoludico formano insieme 『 』 (空白?, Kūhaku, lett. "«spazio vuoto»"): essi infatti lasciano sempre uno spazio vuoto nel nome degli avatar con cui partecipano online scalando ogni classifica ed ottenendo punteggi insuperabili. Non importa che gioco sia, 『 』 non perde mai e per questo motivo viene considerato una vera e propria leggenda metropolitana.
Un giorno però, dopo aver ricevuto un'email di sfida a una partita a scacchi e dopo aver vinto ancora una volta, non senza difficoltà, ai fratelli viene domandato dal misterioso avversario quale sia l'opinione che nutrono riguardo al mondo reale. Subito dopo aver risposto che non è altro che un "gioco scadente" e che se esistesse un'altra realtà interamente regolata dai giochi apparterrebbero a quella, i due vengono teletrasportati in un'altra dimensione: Disboard. A fare ciò è proprio il loro sfidante, Tet, un ragazzino che, presentatosi come Dio, spiega velocemente a Sora e Shiro le regole alla base del suo mondo.
Qui vigono infatti dieci comandamenti, da lui stesso istituiti, volti a vietare ogni forma di violenza tramite l'imposizione dell'utilizzo di giochi per la risoluzione di qualsiasi questione all'interno dei differenti regni, così come per la regolamentazione dei rapporti tra i sedici Exceed, le diverse razze che popolano il pianeta. I fratelli diventano quindi l'ultima speranza della razza umana (Imanità), che è in possesso della più piccola regione e che risulta essere l'ultima classificata tra tutti gli Exceed per l'incapacità di utilizzare la magia.

## Personaggi

I protagonisti (da sinistra) Sora, Shiro e Stephanie

Sora (空?)
Doppiato da: Yoshitsugu Matsuoka
Un ragazzo diciottenne ossessionato dai giochi. Dimostra una straordinaria intelligenza, soprattutto strategica, è un grande conoscitore della logica umana ed è molto legato alla sorella adottiva Shiro. Soffre, al pari di Shiro, di quei disturbi tipici dell'essere un NEET e hikikomori, a cui si aggiunge il fatto di non poterle stare lontano oltre a una certa distanza.
Shiro (白?)
Doppiata da: Ai Kayano
Una ragazzina undicenne anche lei ossessionata dai giochi e dotata di una spaventosa intelligenza, in particolar modo sotto il profilo logico-matematico. È diventata orfana all'età di un anno e a due era già in grado di parlare fluentemente grazie alle proprie capacità sovrumane. A tre anni fu adottata dai genitori di Sora, con il quale strinse ben presto un ottimo rapporto assieme ad una totale devozione al mondo ludico. È in grado di parlare 18 lingue e ha imparato quella dell'Imanità in un quarto d'ora (il fratello, d'altro canto, ci aveva impiegato un'ora intera).
Stephanie Dola (ステファニー・ドーラ?, Sutefanī Dōra)
Doppiata da: Yōko Hikasa
La nipote del precedente sovrano di Elkia, il regno dell'Imanità. Subito dopo aver perso al torneo per decretare il nuovo avente diritto al trono, desiderosa di perpetrare il disegno del nonno, incontra Sora e Shiro ai quali imparerà ad affidare le proprie speranze riguardo alle sorti dell'Imanità. Non è molto astuta, ma Sora riesce spesso a sfruttare in qualche modo la sua presenza per ricavarne qualche utilità nel corso dei giochi.
Jibril (ジブリール?, Jiburīru)
Doppiata da: Yukari Tamura
Un membro dei Flügel, la sesta razza in classifica. Jibril è divenuta la padrona della biblioteca di Elkia dopo averla vinta al precedente sovrano. Faceva parte del consiglio delle diciotto ali, il centro di potere di Avant Heim, e perciò dispone di una forte influenza sopra la propria nazione. Dopo aver perso contro Sora e Shiro decide di diventare una loro sottoposta riconoscendogli il titolo di suoi nuovi "master" (padroni).
Kurami Zell (クラミー・ツェル?, Kuramī Tseru)
Doppiata da: Yuka Iguchi
Una pretendente al trono di Elkia. Dopo aver battuto tutti i propri avversari, Stephanie inclusa, viene fronteggiata da Sora e Shiro, i quali sono i soli a scoprire che alla base della sua incredibile bravura nei giochi d'azzardo risiede un aiuto da parte di un'elfa, Feel. A più riprese cercherà di affrontare Sora e Shiro credendoli sempre pedine nelle mani di qualche razza superiore, finché alla fine non arriverà anch'ella a fidarsi dei due protagonisti grazie a uno stratagemma ideato da Sora.
Feel Nilvalen (フィール・ニルヴァレン?, Fīru Niruvaren)
Doppiata da: Mamiko Noto
La migliore amica di Kurami. Sebbene ne sia la padrona, decide di aiutarla a prendere il potere su Elkia attraverso la sua grande abilità con la magia. Feel infatti è uno dei membri più in vista all'interno di Elven Garden, la nazione degli elfi, che detiene la settima posizione all'interno di Disboard e viene considerata da tutti come la patria indiscussa della magia. Proprio a causa del suo forte legame con Kurami, Feel decide di voler far eseguire un cambio di rotta alla politica del proprio paese e, nel tentativo di fare ciò, finirà per schierarsi insieme a lei dalla parte di Sora e Shiro.
Izuna Hatsuse (初瀬 いづな?, Hatsuse Izuna)
Doppiata da: Miyuki Sawashiro
È la rappresentante diplomatica dei Teriantropi, la quattordicesima razza in classifica, nonché colei che prende parte alla sfida tra la sua popolazione e quella dell'Imanità, capeggiata ovviamente da Sora e Shiro. Assieme alla sacerdotessa del santuario è tra i pochi Teriantropi ad essere in grado di utilizzare una particolare abilità denominata "distruzione del sangue" che, per un periodo di tempo limitato, consente di trascendere i normali limiti fisici.
Miko (巫女?)
Doppiata da: Naomi Shindō
È la sacerdotessa del santuario nonché leader politico della Federazione dell'est, patria dei Teriantropi. Al pari di Izuna possiede anch'ella la capacità della "distruzione del sangue" e inoltre, in quanto massima autorità spirituale, è in grado di collegarsi con gli Exceed al primo posto in classifica, gli Old Deus.
Tet (テト?, Teto)
Doppiato da: Rie Kugimiya
Un tempo si scatenò su Disboard una grande guerra tra tutte le divinità e le loro rispettive popolazioni, al termine della quale il mondo ne uscì distrutto. A quel punto prese il potere l'unico Dio che non vi aveva partecipato, Tet, il quale relegò le altre divinità al primo rango tra tutte le razze, gli Old Deus, e istituì dieci comandamenti affinché una simile tragedia non potesse più ripetersi. È proprio in questo suo nuovo mondo che Tet decide di evocare Sora e Shiro all'inizio della storia, anche se non ne spiega il motivo. Prima di essere sfidato per il titolo di Dio, pretende che si raccolgano i sedici pezzi di scacchiera distribuiti tra le varie razze.

## Media

### Light novel
La serie di light novel è stata scritta e illustrata da Yū Kamiya. Il primo volume è stato pubblicato da Media Factory, sotto l'etichetta MF Bunko J, il 25 aprile 2012 e al 25 febbraio 2023 ne sono stati messi in vendita in tutto dodici.
In Italia i diritti della serie sono stati acquistati da Dokusho Edizioni che la pubblicherà a partire dal 2025.
| Nº | Titolo italiano (traduzione letterale) Giapponese 「Kanji」 - Rōmaji | Data di prima pubblicazione              | Data di prima pubblicazione |
| Nº | Titolo italiano (traduzione letterale) Giapponese 「Kanji」 - Rōmaji | Giapponese                               | Italiano                    |
| 1  | Pare che i fratelli videogiocatori conquisteranno un mondo fantasy 「ゲーマー兄妹がファンタジー世界を征服するそうです」 - Gēmā kyōdai ga fantajī sekai o seifuku suru sō desu                                | 25 aprile 2012 ISBN 978-4-04-066432-3    | 2025                        |
| 2  | Pare che i fratelli videogiocatori abbiano messo gli occhi sulla terra delle ragazze animale 「ゲーマー兄妹が獣耳っ子の国に目をつけたようです」 - Gēmā kyōdai ga kemomimikko no kuni ni me o tsuketa yō desu | 25 settembre 2012 ISBN 978-4-04-066433-0 | —                           |
| 3  | Pare che uno dei fratelli videogiocatori sia scomparso…? 「ゲーマー兄妹の片割れが消えたようですが……？」 - Gēmā kyōdai no kataware ga kieta yō desu ga…?                                                      | 25 gennaio 2013 ISBN 978-4-04-066434-7   | —                           |
| 4  | I fratelli videogiocatori sono fuggiti da un gioco romantico-realistico 「ゲーマー兄妹はリアル恋愛ゲームから逃げ出しました」 - Gēmā kyōdai wa riaru ren'ai gēmu kara nigedashimashita                        | 25 giugno 2013 ISBN 978-4-04-066469-9    | —                           |
| 5  | Pare che i fratelli videogiocatori odino fortemente il New Game Plus 「ゲーマー兄妹は強くてニューゲームがお嫌いなようです」 - Gēmā kyōdai wa tsuyokute nyū gēmu ga okirai na yō desu                         | 25 novembre 2013 ISBN 978-4-04-066080-6  | —                           |
| 6  | Pare che la coppia di videogiocatori abbia sfidato il mondo 「ゲーマー夫嫁は世界に挑んだそうです」 - Gēmā otto yome wa sekai ni idonda sō desu                                                               | 25 aprile 2014 ISBN 978-4-04-066382-1    | —                           |
| 7  | Pare che i due fratelli videogiocatori ribalteranno il joseki 「ゲーマー兄妹たちは定石を覆すそうです」 - Gēmā kyōdai-tachi wa jōseki o kutsugaesu sō desu                                                    | 24 luglio 2015 ISBN 978-4-04-067494-0    | —                           |
| 8  | Pare che i due videogiocatori andranno oltre il fuseki 「ゲーマーたちは布石を継いでいくそうです」 - Gēmā-tachi wa fuseki o tsuideiku sō desu                                                                 | 25 dicembre 2015 ISBN 978-4-04-067952-5  | —                           |
| 9  | Pare che i fratelli videogiocatori salteranno un turno 「ゲーマー兄妹は一ターン休むそうです」 - Gēmā kyōdai wa ichi tān yasumu sō desu                                                                       | 25 agosto 2016 ISBN 978-4-04-068457-4    | —                           |
| 10 | Pare che i fratelli videogiocatori siano costretti a saldare il conto 「ゲーマー兄妹は過去を払わされるようです」 - Gēmā kyōdai wa tsuke o harawasareru yō desu                                               | 24 febbraio 2018 ISBN 978-4-04-069336-1  | —                           |
| 11 | Pare che i fratelli videogiocatori devono essere una coppia per uscire. 「ゲーマー兄妹たちはカップルにならなきゃ出られないそうです」 - Gēmā kyōdai-tachi wa Kappuru ni naranakya de rarenai sōdesu           | 25 novembre 2021 ISBN 978-4-04-065382-2  | —                           |
| 12 | Pare che i fratelli videogiocatori devono sfidare la "signora dei demoni" 「ゲーマー兄妹たちは『魔王』に挑むようです」 - Gēmā kyōdai-tachi wa "maō" ni idomu yōdesu                                          | 25 febbraio 2023 ISBN 978-4-04-682039-6  | —                           |

### Manga
Un adattamento manga, disegnato sia da Kamiya sia da sua moglie Mashiro Hiiragi, ha iniziato la serializzazione sulla rivista Monthly Comic Alive il 26 gennaio 2013. Due volumi tankōbon sono stati pubblicati rispettivamente il 22 novembre 2013 e il 23 febbraio 2018. In America del Nord i diritti sono stati acquistati da Seven Seas Entertainment.

#### Volumi
| Nº | Data di prima pubblicazione | Data di prima pubblicazione | Data di prima pubblicazione |
| Nº | Giapponese                  | Giapponese                  |                             |
| -- | --------------------------- | --------------------------- | --------------------------- |
| 1  | 22 novembre 2013            | ISBN 978-4-04-066114-8      |                             |
| 2  | 23 febbraio 2018            | ISBN 978-4-04-069582-2      |                             |

#### Spin-off
Un manga spin-off, intitolato No Game No Life, desu! (ノーゲーム・ノーライフ、です！?, Nō Gēmu Nō Raifu Desu!), disegnato e scritto da Yuizaki Kazuya, ha iniziato la serializzazione sulla rivista Monthly Comic Alive il 27 maggio 2015. Il capitolo finale è stato pubblicato il 27 novembre 2017. Il manga tratta della vita di tutti i giorni del personaggio Izuna Hatsuse. Il manga è stato poi pubblicato in quattro volumi in formato tankōbon a partire dal 23 gennaio 2016 e terminando il 23 gennaio 2018.
| Nº | Data di prima pubblicazione | Data di prima pubblicazione | Data di prima pubblicazione |
| Nº | Giapponese                  | Giapponese                  |                             |
| -- | --------------------------- | --------------------------- | --------------------------- |
| 1  | 23 gennaio 2016             | ISBN 978-4-04-067878-8      |                             |
| 2  | 23 agosto 2016              | ISBN 978-4-04-068525-0      |                             |
| 3  | 22 aprile 2017              | ISBN 978-4-04-069165-7      |                             |
| 4  | 23 gennaio 2018             | ISBN 978-4-04-069535-8      |                             |

### Anime
Annunciato il 28 luglio 2013 al festival scolastico estivo di Media Factory, un adattamento anime di dodici episodi, prodotto da Madhouse e diretto da Atsuko Ishizuka, è andato in onda dal 9 aprile al 25 giugno 2014. Le sigle di apertura e chiusura sono rispettivamente This game di Konomi Suzuki e Oracion (オラシオン?) di Ai Kayano, entrambe pubblicate il 21 maggio 2014 e delle quali la prima è stata resa disponibile sia in edizione regolare sia limitata. Sei DVD/BD, ognuno contenente un OAV di breve durata, sono stati pubblicati tra la fine della trasmissione televisiva e il 26 novembre dello stesso anno. In America del Nord i diritti di distribuzione digitale e home video sono stati acquistati da Sentai Filmworks.

#### Episodi
| Nº | Titolo italiano Giapponese 「Kanji」 - Rōmaji - Traduzione letterale | In onda        | In onda |
| Nº | Titolo italiano Giapponese 「Kanji」 - Rōmaji - Traduzione letterale | Giapponese     |         |
| 1  | Principiante 「素人」 - Biginā – "Novizio" | 9 aprile 2014  |         |
| 1  | I fratelli Sora e Shiro, estremamente bravi nei giochi, vengono sfidati da un misterioso individuo a una partita a scacchi online. Subito dopo la vittoria dei due, il loro avversario li invita a rinascere nel suo mondo, dove qualsiasi questione viene risolta tramite i giochi. I fratelli, stanchi della realtà in cui vivono, accettano la proposta e sono teletrasportati a Disboard, dove vengono presto a conoscenza di chi li ha appena evocati: Tet, l'ultimo Dio di questo mondo fantasy. |                |         |
| 2  | Sfidante 「挑戦者」 - Charenjā – "Sfidante" | 16 aprile 2014 |         |
| 2  | Sora e Shiro apprendono che il regno umano di Elkia si trova in grave difficoltà: il re precedente ha perso quasi tutti i territori dell'Imanità in favore dei paesi limitrofi e ora l'intera popolazione umana è confinata nell'ultima città di Elkia. In modo da prendere il controllo del paese, i fratelli uniscono le forze con Stephanie Dola con l'obiettivo di sconfiggere Kurami Zell, l'ultima pretendente al trono. |                |         |
| 3  | Esperto 「熟練者」 - Ekisupāto – "Esperto" | 23 aprile 2014 |         |
| 3  | Dopo aver scoperto che Sora e Shiro sono a conoscenza del fatto che sta barando per assicurarsi il trono, Kurami cerca di dissuadere i fratelli dal metterle i bastoni tra le ruote. Siccome i due si rifiutano di farsi da parte, li sfida a una partita particolare a scacchi. |                |         |
| 4  | Sovrani 「国王」 - Gurando masutā – "Gran maestro" | 30 aprile 2014 |         |
| 4  | Dopo una partita combattuta, Sora e Shiro riescono a sconfiggere Kurami e vengono incoronati nuovi re e regina di Elkia. Poco più tardi i fratelli incontrano Tet ed accettano la sua sfida di giocare contro di lui per il titolo di Dio dopo aver conquistato tutte le altre razze del pianeta. |                |         |
| 5  | Riordino dei pezzi 「駒並べ」 - Wīku Sukuea – "Casa debole" | 7 maggio 2014  |         |
| 5  | Mentre pianificano la loro prossima mossa, Sora e Shiro scoprono che la biblioteca di Elkia è stata vinta da un essere simile ad un angelo, ragion per cui decidono di ritornarne in possesso. |                |         |
| 6  | Mossa 「一手」 - Intaresutingu – "Interessante" | 14 maggio 2014 |         |
| 6  | I fratelli sfidano Jibril, un membro della razza Flügel, per riottenere la biblioteca reale. Jibril accetta e propone come gioco lo shiritori della materializzazione. Sora e Shiro trovano un modo per sconfiggerla e, dopo la vittoria, non solo tornano in possesso della biblioteca, ma ottengono anche la fedeltà di Jibril come loro sottoposta. |                |         |
| 7  | Ultima mossa 「死に手」 - Sakurifaisu – "Sacrificio" | 21 maggio 2014 |         |
| 7  | Mentre pianificano di sfidare i Teriantropi, i fratelli si rendono ben presto conto che trovare una strategia per sconfiggere questa razza non è poi così semplice, in quanto ai loro vecchi sfidanti sono stati cancellati tutti i ricordi riguardo ai loro giochi. I due si ritrovano quindi in una situazione di stallo, finché Stephanie non affida a Sora una chiave lasciatele dal precedente re degli Imanity, suo nonno, che dà accesso alla sua ricerca segreta sui giochi dei Teriantropi. |                |         |
| 8  | Ritorno dalla morte 「起死回生」 - Feiku Endo – "Finale falso" | 28 maggio 2014 |         |
| 8  | I fratelli fanno visita all'ambasciata dei Teriantropi ad Elkia e mettono alla luce i trucchi che usano per sconfiggere i loro avversari. Subito dopo Sora scommette il territorio rimanente degli Imanity, insieme alle vite di tutti i suoi abitanti, in un gioco all-in contro i Teriantropi. Tuttavia mentre aspettano la loro risposta, Sora sparisce misteriosamente senza lasciare traccia e Shiro si rende conto di essere l'unica a ricordarsi ancora di lui. |                |         |
| 9  | Metodo dissociativo 「解離法」 - Sukai Wōku – "Sky Walk" | 4 giugno 2014  |         |
| 9  | Dopo aver scoperto la verità dietro la scomparsa di suo fratello, Shiro si ricorda che Sora è nel bel mezzo di una partita a Othello contro Kurami con in palio la sua stessa esistenza e i propri ricordi. Siccome Sora si trova in una posizione disperata ed è impossibilitato a continuare il gioco, Shiro prende il suo posto in conformità con le regole della sfida e vince la partita. Grazie a ciò, i fratelli ottengono la fedeltà di Kurami e il supporto della sua compagna elfa Feel Nilvalen. Inoltre Sora, avendo condiviso i suoi ricordi con Kurami, conquista finalmente la sua fiducia.                                                                                     |                |         |
| 10 | Metodo orientativo 「指向法」 - Burū Rōzu – "La rosa blu" | 11 giugno 2014 |         |
| 10 | Dopo aver finito le loro preparazioni, giunge il momento per Sora e Shiro, accompagnati da Jibril e Steph, di affrontare i Teriantropi con il destino di tutti gli Imani in gioco. Ma proprio quando la sfida ha inizio, i fratelli cadono nella disperazione in quanto si vedono teletrasportati in una città che assomiglia sorprendentemente alla loro terra natale, dove i loro vecchi traumi del passato tornano a galla. |                |         |
| 11 | Metodo di guida 「誘導法」 - Kiringu Jaianto – "Killing Giant" | 18 giugno 2014 |         |
| 11 | Dopo essersi ricomposti, Sora e Shiro affrontano l'ambasciatrice dei Teriantropi, Izuna, con l'aiuto di Jibril, ma si rendono subito conto che il gioco è truccato al punto tale che vincere è praticamente impossibile. Ogni speranza sembra perduta quando Shiro cade apparentemente sotto il controllo del nemico, finché Izuna non si accorge che in realtà è stata ingannata dai fratelli e, godendosi il gioco per la prima volta nella sua vita, decide di mettercela tutta contro di loro. |                |         |
| 12 | Metodo risolutivo 「収束法」 - Rūru Nanbā 10 – "Regola numero 10" | 25 giugno 2014 |         |
| 12 | Sora e Shiro sono messi all'angolo dalla massima potenza di Izuna, ma proprio quando la Teriantropa crede di aver vinto, cade in un'altra loro trappola e viene sconfitta. Poco tempo dopo i fratelli vengono convocati dal capo dei Teriantropi, la sacerdotessa del santuario, per una rivincita, solo per poi essere convinta da loro ad unire le forze e formare la Federazione di Elkia tramite l'aggregazione dei territori dell'Imanità e dei Teriantropi in un'unica nazione. Mentre si preparano per la loro prossima sfida, i fratelli si mostrano risoluti a unire tutte le razze di Disboard sotto il proprio controllo e sfidare un giorno Tet per il titolo di "unico vero Dio". |                |         |

### Film
Un film d'animazione basato sulla serie, intitolato No Game No Life: Zero (ノーゲーム・ノーライフ ゼロ?, Nōgēmu Nōraifu: Zero) e annunciato il 17 luglio 2016 al festival scolastico estivo di MF Bunko J, ha debuttato nei cinema giapponesi il 15 luglio 2017. Il lungometraggio è stato prodotto Madhouse, diretto da Ishizuka e sceneggiato da Hanada con la colonna sonora composta da Satoshi Tasaki. Un trailer del film è stato mostrato per la prima volta al pubblico il 26 marzo 2017 all'evento AnimeJapan.
Uscito nelle sale giapponesi il 15 luglio 2017 e basato sul sesto volume della light novel, narra gli eventi che, 6000 anni prima dell'inizio della serie, portarono alla fine della Grande Guerra e all'avvento dell'Era odierna, grazie all'operato di due nuovi personaggi: Riku e Schwi.
Un breve filmato di un paio di minuti, intitolato No Game No Life: Zero - Manner Movie, è stato proiettato nelle sale immediatamente prima del film. In esso i protagonisti della serie, disegnati in formato chibi, elencano le 10 regole di buone maniere da tenere durante la proiezione del film.
Il film è stato distribuito con i sottotitoli in italiano il 12 marzo 2019 dalla web TV VVVVID.

## Accoglienza
La serie di light novel si è classificata al decimo posto nell'edizione del 2014 della guida Kono light novel ga sugoi! di Takarajimasha.